# امید فولادی‌وندا
امید فولادی‌وندا  (زادهٔ ۹ اسفند ۱۳۵۵ در گچساران) داور بین‌المللی والیبال اهل ایران است.
فولادی وندا دارای مدرک بین المللی داوری اروپا می باشد.او همچنین به عنوان اولین و جوان‌ترین داور بین المللی ایران در سال ۲۰۰۹ از بخارست رومانی مدرک خود را اخد کرده است.
وی از سال ۱۳۸۶ تا کنون در لیگ برتر ایران قضاوت می‌کنند و از سال ۱۳۹۰ قضاوت در لیگ برتر والیبال نشسته را نیز در کارنامه خود دارد.